# Upeneichthys stotti
 Upeneichthys stotti és una espècie de peix de la família dels múl·lids i de l'ordre dels perciformes.

## Morfologia
Els mascles poden assolir els 17,9 cm de longitud total.

## Distribució geogràfica
Es troba a Austràlia.